# Olympische Sommerspiele 1972/Fechten – Florett (Frauen)
Das Florettfechten der Frauen bei den Olympischen Spielen 1972 in München wurde vom 2. bis 3. September in den Fechthallen 1 und 2 auf dem Messegelände Theresienhöhe ausgetragen.

## Ergebnis

### Runde 1

#### Pool 1
| Platz | Athletin                     | S | N | ET | GT |
| ----- | ---------------------------- | - | - | -- | -- |
| 1     | Alexandra Sabelina (URS)     | 4 | 1 | 18 | 10 |
| 2     | Annie Madsen (DEN)           | 3 | 2 | 15 | 12 |
| 3     | Marie-Chantal Demaille (FRA) | 2 | 3 | 16 | 14 |
| 4     | Marlene Infante (CUB)        | 2 | 3 | 15 | 17 |
| 5     | Harriet King (USA)           | 2 | 3 | 13 | 18 |
| 6     | Waltraut Repa (AUT)          | 2 | 3 | 11 | 17 |

| Gefecht                      | Gefecht                      | Ergebnis |
| ---------------------------- | ---------------------------- | -------- |
| Alexandra Sabelina (URS)     | Annie Madsen (DEN)           | 4:1      |
| Alexandra Sabelina (URS)     | Marlene Infante (CUB)        | 4:2      |
| Alexandra Sabelina (URS)     | Harriet King (USA)           | 4:1      |
| Alexandra Sabelina (URS)     | Waltraut Repa (AUT)          | 4:2      |
| Annie Madsen (DEN)           | Marie-Chantal Demaille (FRA) | 4:2      |
| Annie Madsen (DEN)           | Harriet King (USA)           | 4:1      |
| Annie Madsen (DEN)           | Waltraut Repa (AUT)          | 4:1      |
| Marie-Chantal Demaille (FRA) | Alexandra Sabelina (URS)     | 4:2      |
| Marie-Chantal Demaille (FRA) | Waltraut Repa (AUT)          | 4:0      |
| Marlene Infante (CUB)        | Annie Madsen (DEN)           | 4:2      |
| Marlene Infante (CUB)        | Marie-Chantal Demaille (FRA) | 4:3      |
| Harriet King (USA)           | Marie-Chantal Demaille (FRA) | 4:3      |
| Harriet King (USA)           | Marlene Infante (CUB)        | 4:3      |
| Waltraut Repa (AUT)          | Marlene Infante (CUB)        | 4:2      |
| Waltraut Repa (AUT)          | Harriet King (USA)           | 4:3      |

#### Pool 2
| Platz | Athletin                  | S | N | ET | GT |
| ----- | ------------------------- | - | - | -- | -- |
| 1     | Irmela Broniecki (FRG)    | 3 | 1 | 14 | 8  |
| 2     | Susan Green (GBR)         | 3 | 1 | 14 | 11 |
| 3     | Ildikó Ságiné Rejtő (HUN) | 2 | 2 | 13 | 10 |
| 4     | Olga Szabó (ROM)          | 2 | 2 | 9  | 11 |
| 5     | María Esther García (CUB) | 0 | 4 | 6  | 16 |

| Gefecht                   | Gefecht                   | Ergebnis |
| ------------------------- | ------------------------- | -------- |
| Irmela Broniecki (FRG)    | Ildikó Ságiné Rejtő (HUN) | 4:3      |
| Irmela Broniecki (FRG)    | Olga Szabó (ROM)          | 4:0      |
| Irmela Broniecki (FRG)    | María Esther García (CUB) | 4:1      |
| Susan Green (GBR)         | Irmela Broniecki (FRG)    | 4:2      |
| Susan Green (GBR)         | Ildikó Ságiné Rejtő (HUN) | 4:2      |
| Susan Green (GBR)         | María Esther García (CUB) | 4:3      |
| Ildikó Ságiné Rejtő (HUN) | Olga Szabó (ROM)          | 4:1      |
| Ildikó Ságiné Rejtő (HUN) | María Esther García (CUB) | 4:1      |
| Olga Szabó (ROM)          | Susan Green (GBR)         | 4:2      |
| Olga Szabó (ROM)          | María Esther García (CUB) | 4:1      |

#### Pool 3
| Platz | Athletin                     | S | N | ET | GT |
| ----- | ---------------------------- | - | - | -- | -- |
| 1     | Ildikó Bóbis (HUN)           | 3 | 1 | 13 | 6  |
| 2     | Brigitte Gapais-Dumont (FRA) | 3 | 1 | 14 | 9  |
| 3     | Claudine le Comte (BEL)      | 2 | 2 | 12 | 10 |
| 4     | Ana Pascu (ROM)              | 2 | 2 | 10 | 12 |
| 5     | Hannelore Hradez (AUT)       | 0 | 4 | 4  | 16 |

| Gefecht                      | Gefecht                      | Ergebnis |
| ---------------------------- | ---------------------------- | -------- |
| Ildikó Bóbis (HUN)           | Claudine le Comte (BEL)      | 4:1      |
| Ildikó Bóbis (HUN)           | Ana Pascu (ROM)              | 4:1      |
| Ildikó Bóbis (HUN)           | Hannelore Hradez (AUT)       | 4:0      |
| Brigitte Gapais-Dumont (FRA) | Ildikó Bóbis (HUN)           | 4:1      |
| Brigitte Gapais-Dumont (FRA) | Claudine le Comte (BEL)      | 4:3      |
| Brigitte Gapais-Dumont (FRA) | Hannelore Hradez (AUT)       | 4:1      |
| Claudine le Comte (BEL)      | Ana Pascu (ROM)              | 4:1      |
| Claudine le Comte (BEL)      | Hannelore Hradez (AUT)       | 4:1      |
| Ana Pascu (ROM)              | Brigitte Gapais-Dumont (FRA) | 4:2      |
| Ana Pascu (ROM)              | Hannelore Hradez (AUT)       | 4:2      |

#### Pool 4
| Platz | Athletin                   | S | N | ET | GT |
| ----- | -------------------------- | - | - | -- | -- |
| 1     | Cathérine Ceretti (FRA)    | 4 | 1 | 19 | 13 |
| 2     | Katarína Ráczová (TCH)     | 3 | 2 | 18 | 11 |
| 3     | Mária Szolnoki (HUN)       | 3 | 2 | 13 | 14 |
| 4     | Marion Exelby (AUS)        | 2 | 3 | 16 | 17 |
| 5     | Kamilla Składanowska (POL) | 2 | 3 | 11 | 15 |
| 6     | Sylvia Iannuzzi (ARG)      | 1 | 4 | 10 | 17 |

| Gefecht                    | Gefecht                    | Ergebnis |
| -------------------------- | -------------------------- | -------- |
| Cathérine Ceretti (FRA)    | Katarína Ráczová (TCH)     | 4:3      |
| Cathérine Ceretti (FRA)    | Marion Exelby (AUS)        | 4:3      |
| Cathérine Ceretti (FRA)    | Kamilla Składanowska (POL) | 4:1      |
| Cathérine Ceretti (FRA)    | Sylvia Iannuzzi (ARG)      | 4:2      |
| Katarína Ráczová (TCH)     | Mária Szolnoki (HUN)       | 4:0      |
| Katarína Ráczová (TCH)     | Kamilla Składanowska (POL) | 4:1      |
| Katarína Ráczová (TCH)     | Sylvia Iannuzzi (ARG)      | 4:2      |
| Mária Szolnoki (HUN)       | Cathérine Ceretti (FRA)    | 4:3      |
| Mária Szolnoki (HUN)       | Marion Exelby (AUS)        | 4:3      |
| Mária Szolnoki (HUN)       | Sylvia Iannuzzi (ARG)      | 4:0      |
| Marion Exelby (AUS)        | Katarína Ráczová (TCH)     | 4:3      |
| Marion Exelby (AUS)        | Sylvia Iannuzzi (ARG)      | 4:2      |
| Kamilla Składanowska (POL) | Mária Szolnoki (HUN)       | 4:1      |
| Kamilla Składanowska (POL) | Marion Exelby (AUS)        | 4:2      |
| Sylvia Iannuzzi (ARG)      | Kamilla Składanowska (POL) | 4:1      |

#### Pool 5
| Platz | Athletin                | S | N | ET | GT |
| ----- | ----------------------- | - | - | -- | -- |
| 1     | Galina Gorochowa (URS)  | 3 | 1 | 13 | 8  |
| 2     | Ileana Gyulai (ROM)     | 3 | 1 | 14 | 10 |
| 3     | Giulia Lorenzoni (ITA)  | 2 | 2 | 11 | 11 |
| 4     | Elke Radlingmaier (AUT) | 1 | 3 | 10 | 14 |
| 5     | Donna Hennyey (CAN)     | 1 | 3 | 9  | 14 |

| Gefecht                 | Gefecht                 | Ergebnis |
| ----------------------- | ----------------------- | -------- |
| Galina Gorochowa (URS)  | Ileana Gyulai (ROM)     | 4:2      |
| Galina Gorochowa (URS)  | Elke Radlingmaier (AUT) | 4:2      |
| Galina Gorochowa (URS)  | Donna Hennyey (CAN)     | 4:0      |
| Ileana Gyulai (ROM)     | Giulia Lorenzoni (ITA)  | 4:1      |
| Ileana Gyulai (ROM)     | Elke Radlingmaier (AUT) | 4:2      |
| Ileana Gyulai (ROM)     | Donna Hennyey (CAN)     | 4:3      |
| Giulia Lorenzoni (ITA)  | Galina Gorochowa (URS)  | 4:1      |
| Giulia Lorenzoni (ITA)  | Donna Hennyey (CAN)     | 4:2      |
| Elke Radlingmaier (AUT) | Giulia Lorenzoni (ITA)  | 4:2      |
| Donna Hennyey (CAN)     | Elke Radlingmaier (AUT) | 4:2      |

#### Pool 6
| Platz | Athletin                     | S | N | ET | GT |
| ----- | ---------------------------- | - | - | -- | -- |
| 1     | Kerstin Palm (SWE)           | 5 | 0 | 20 | 8  |
| 2     | Elżbieta Franke (POL)        | 4 | 1 | 18 | 10 |
| 3     | Ruth White (USA)             | 2 | 3 | 14 | 14 |
| 4     | Christine McDougall (AUS)    | 2 | 3 | 15 | 17 |
| 5     | Janet Wardell-Yerburgh (GBR) | 2 | 3 | 13 | 17 |
| 6     | Özden Ezinler (TUR)          | 0 | 5 | 6  | 20 |

| Gefecht                      | Gefecht                      | Ergebnis |
| ---------------------------- | ---------------------------- | -------- |
| Kerstin Palm (SWE)           | Elżbieta Franke (POL)        | 4:2      |
| Kerstin Palm (SWE)           | Ruth White (USA)             | 4:2      |
| Kerstin Palm (SWE)           | Christine McDougall (AUS)    | 4:2      |
| Kerstin Palm (SWE)           | Janet Wardell-Yerburgh (GBR) | 4:1      |
| Kerstin Palm (SWE)           | Özden Ezinler (TUR)          | 4:1      |
| Elżbieta Franke (POL)        | Ruth White (USA)             | 4:2      |
| Elżbieta Franke (POL)        | Christine McDougall (AUS)    | 4:2      |
| Elżbieta Franke (POL)        | Janet Wardell-Yerburgh (GBR) | 4:2      |
| Elżbieta Franke (POL)        | Özden Ezinler (TUR)          | 4:0      |
| Ruth White (USA)             | Janet Wardell-Yerburgh (GBR) | 4:2      |
| Ruth White (USA)             | Özden Ezinler (TUR)          | 4:0      |
| Christine McDougall (AUS)    | Ruth White (USA)             | 4:2      |
| Christine McDougall (AUS)    | Özden Ezinler (TUR)          | 4:3      |
| Janet Wardell-Yerburgh (GBR) | Christine McDougall (AUS)    | 4:3      |
| Janet Wardell-Yerburgh (GBR) | Özden Ezinler (TUR)          | 4:2      |

#### Pool 7
| Platz | Athletin                    | S | N | ET | GT |
| ----- | --------------------------- | - | - | -- | -- |
| 1     | Halina Balon (POL)          | 5 | 0 | 20 | 9  |
| 2     | Brigitte Oertel (FRG)       | 3 | 2 | 17 | 13 |
| 3     | Antonella Ragno-Lonzi (ITA) | 2 | 3 | 15 | 12 |
| 4     | Fabienne Regamey (SUI)      | 2 | 3 | 10 | 17 |
| 5     | Clare Henley (GBR)          | 2 | 3 | 14 | 15 |
| 6     | Ann O’Donnell (USA)         | 1 | 4 | 9  | 19 |

| Gefecht                     | Gefecht                     | Ergebnis |
| --------------------------- | --------------------------- | -------- |
| Halina Balon (POL)          | Brigitte Oertel (FRG)       | 4:2      |
| Halina Balon (POL)          | Antonella Ragno-Lonzi (ITA) | 4:3      |
| Halina Balon (POL)          | Fabienne Regamey (SUI)      | 4:0      |
| Halina Balon (POL)          | Clare Henley (GBR)          | 4:3      |
| Halina Balon (POL)          | Ann O’Donnell (USA)         | 4:1      |
| Brigitte Oertel (FRG)       | Antonella Ragno-Lonzi (ITA) | 4:3      |
| Brigitte Oertel (FRG)       | Fabienne Regamey (SUI)      | 4:2      |
| Brigitte Oertel (FRG)       | Clare Henley (GBR)          | 4:0      |
| Antonella Ragno-Lonzi (ITA) | Fabienne Regamey (SUI)      | 4:0      |
| Antonella Ragno-Lonzi (ITA) | Ann O’Donnell (USA)         | 4:0      |
| Fabienne Regamey (SUI)      | Clare Henley (GBR)          | 4:3      |
| Fabienne Regamey (SUI)      | Ann O’Donnell (USA)         | 4:2      |
| Clare Henley (GBR)          | Antonella Ragno-Lonzi (ITA) | 4:1      |
| Clare Henley (GBR)          | Ann O’Donnell (USA)         | 4:2      |
| Ann O’Donnell (USA)         | Brigitte Oertel (FRG)       | 4:3      |

#### Pool 8
| Platz | Athletin                      | S | N | ET | GT |
| ----- | ----------------------------- | - | - | -- | -- |
| 1     | Jelena Belowa (URS)           | 3 | 1 | 15 | 6  |
| 2     | Maria Consolata Collino (ITA) | 3 | 1 | 12 | 11 |
| 3     | Margarita Rodríguez (CUB)     | 2 | 2 | 14 | 11 |
| 4     | Karin Gießelmann (FRG)        | 2 | 2 | 12 | 13 |
| 5     | Madeleine Heitz (SUI)         | 0 | 4 | 4  | 16 |

| Gefecht                       | Gefecht                       | Ergebnis |
| ----------------------------- | ----------------------------- | -------- |
| Jelena Belowa (URS)           | Maria Consolata Collino (ITA) | 4:0      |
| Jelena Belowa (URS)           | Karin Gießelmann (FRG)        | 4:2      |
| Jelena Belowa (URS)           | Madeleine Heitz (SUI)         | 4:0      |
| Maria Consolata Collino (ITA) | Margarita Rodríguez (CUB)     | 4:3      |
| Maria Consolata Collino (ITA) | Karin Gießelmann (FRG)        | 4:2      |
| Maria Consolata Collino (ITA) | Madeleine Heitz (SUI)         | 4:2      |
| Margarita Rodríguez (CUB)     | Jelena Belowa (URS)           | 4:3      |
| Margarita Rodríguez (CUB)     | Madeleine Heitz (SUI)         | 4:0      |
| Karin Gießelmann (FRG)        | Margarita Rodríguez (CUB)     | 4:3      |
| Karin Gießelmann (FRG)        | Madeleine Heitz (SUI)         | 4:2      |

### 2. Runde

#### Pool 1
| Platz | Athletin                     | S | N | ET | GT |
| ----- | ---------------------------- | - | - | -- | -- |
| 1     | Marie-Chantal Demaille (FRA) | 3 | 2 | 15 | 9  |
| 2     | Kerstin Palm (SWE)           | 3 | 2 | 15 | 10 |
| 3     | Galina Gorochowa (URS)       | 3 | 2 | 18 | 16 |
| 4     | Irmela Broniecki (FRG)       | 2 | 3 | 11 | 15 |
| 5     | Annie Madsen (DEN)           | 2 | 3 | 11 | 15 |
| 6     | Mária Szolnoki (HUN)         | 2 | 3 | 13 | 18 |

| Gefecht                      | Gefecht                      | Ergebnis |
| ---------------------------- | ---------------------------- | -------- |
| Marie-Chantal Demaille (FRA) | Kerstin Palm (SWE)           | 4:0      |
| Marie-Chantal Demaille (FRA) | Irmela Broniecki (FRG)       | 4:0      |
| Marie-Chantal Demaille (FRA) | Mária Szolnoki (HUN)         | 4.1      |
| Kerstin Palm (SWE)           | Irmela Broniecki (FRG)       | 4.1      |
| Kerstin Palm (SWE)           | Annie Madsen (DEN)           | 4:0      |
| Kerstin Palm (SWE)           | Mária Szolnoki (HUN)         | 4.1      |
| Galina Gorochowa (URS)       | Marie-Chantal Demaille (FRA) | 4:3      |
| Galina Gorochowa (URS)       | Kerstin Palm (SWE)           | 4:3      |
| Galina Gorochowa (URS)       | Irmela Broniecki (FRG)       | 4:2      |
| Irmela Broniecki (FRG)       | Annie Madsen (DEN)           | 4:0      |
| Irmela Broniecki (FRG)       | Mária Szolnoki (HUN)         | 4:3      |
| Annie Madsen (DEN)           | Marie-Chantal Demaille (FRA) | 4:0      |
| Annie Madsen (DEN)           | Galina Gorochowa (URS)       | 4:3      |
| Mária Szolnoki (HUN)         | Galina Gorochowa (URS)       | 4:3      |
| Mária Szolnoki (HUN)         | Annie Madsen (DEN)           | 4:3      |

#### Pool 2
| Platz | Athletin                     | S | N | ET | GT |
| ----- | ---------------------------- | - | - | -- | -- |
| 1     | Antonella Ragno-Lonzi (ITA)  | 4 | 1 | 19 | 13 |
| 2     | Brigitte Gapais-Dumont (FRA) | 4 | 1 | 18 | 14 |
| 3     | Jelena Belowa (URS)          | 3 | 2 | 15 | 16 |
| 4     | Brigitte Oertel (FRG)        | 1 | 3 | 12 | 13 |
| 5     | Halina Balon (POL)           | 1 | 4 | 14 | 18 |
| 6     | Ildikó Ságiné Rejtő (HUN)    | 1 | 3 | 11 | 15 |

| Gefecht                      | Gefecht                      | Ergebnis          |
| ---------------------------- | ---------------------------- | ----------------- |
| Antonella Ragno-Lonzi (ITA)  | Jelena Belowa (URS)          | 4:0               |
| Antonella Ragno-Lonzi (ITA)  | Brigitte Oertel (FRG)        | 4:3               |
| Antonella Ragno-Lonzi (ITA)  | Halina Balon (POL)           | 4:3               |
| Antonella Ragno-Lonzi (ITA)  | Ildikó Ságiné Rejtő (HUN)    | 4:3               |
| Brigitte Gapais-Dumont (FRA) | Antonella Ragno-Lonzi (ITA)  | 4:3               |
| Brigitte Gapais-Dumont (FRA) | Jelena Belowa (URS)          | 4:3               |
| Brigitte Gapais-Dumont (FRA) | Brigitte Oertel (FRG)        | 4:2               |
| Brigitte Gapais-Dumont (FRA) | Ildikó Ságiné Rejtő (HUN)    | 4:2               |
| Jelena Belowa (URS)          | Brigitte Oertel (FRG)        | 4:3               |
| Jelena Belowa (URS)          | Halina Balon (POL)           | 4:3               |
| Jelena Belowa (URS)          | Ildikó Ságiné Rejtő (HUN)    | 4:2               |
| Brigitte Oertel (FRG)        | Halina Balon (POL)           | 4:1               |
| Brigitte Oertel (FRG)        | Ildikó Ságiné Rejtő (HUN)    | nicht ausgetragen |
| Halina Balon (POL)           | Brigitte Gapais-Dumont (FRA) | 4:2               |
| Ildikó Ságiné Rejtő (HUN)    | Halina Balon (POL)           | 4:3               |

#### Pool 3
| Platz | Athletin                  | S | N | ET | GT |
| ----- | ------------------------- | - | - | -- | -- |
| 1     | Ildikó Bóbis (HUN)        | 3 | 2 | 14 | 12 |
| 2     | Katarína Ráczová (TCH)    | 3 | 2 | 15 | 13 |
| 3     | Giulia Lorenzoni (ITA)    | 3 | 2 | 15 | 14 |
| 4     | Ileana Gyulai (ROM)       | 3 | 2 | 13 | 13 |
| 5     | Margarita Rodríguez (CUB) | 1 | 3 | 12 | 14 |
| 6     | Alexandra Sabelina (URS)  | 1 | 3 | 10 | 13 |

| Gefecht                   | Gefecht                   | Ergebnis          |
| ------------------------- | ------------------------- | ----------------- |
| Ildikó Bóbis (HUN)        | Giulia Lorenzoni (ITA)    | 4:2               |
| Ildikó Bóbis (HUN)        | Ileana Gyulai (ROM)       | 4:0               |
| Ildikó Bóbis (HUN)        | Alexandra Sabelina (URS)  | 4:2               |
| Katarína Ráczová (TCH)    | Ildikó Bóbis (HUN)        | 4:0               |
| Katarína Ráczová (TCH)    | Margarita Rodríguez (CUB) | 4:2               |
| Katarína Ráczová (TCH)    | Alexandra Sabelina (URS)  | 4:3               |
| Giulia Lorenzoni (ITA)    | Katarína Ráczová (TCH)    | 4:2               |
| Giulia Lorenzoni (ITA)    | Margarita Rodríguez (CUB) | 4:3               |
| Giulia Lorenzoni (ITA)    | Alexandra Sabelina (URS)  | 4:1               |
| Ileana Gyulai (ROM)       | Katarína Ráczová (TCH)    | 4:1               |
| Ileana Gyulai (ROM)       | Giulia Lorenzoni (ITA)    | 4:1               |
| Ileana Gyulai (ROM)       | Margarita Rodríguez (CUB) | 4:3               |
| Margarita Rodríguez (CUB) | Ildikó Bóbis (HUN)        | 4:2               |
| Margarita Rodríguez (CUB) | Alexandra Sabelina (URS)  | nicht ausgetragen |
| Alexandra Sabelina (URS)  | Ileana Gyulai (ROM)       | 4:1               |

#### Pool 4
| Platz | Athletin                      | S | N | ET | GT |
| ----- | ----------------------------- | - | - | -- | -- |
| 1     | Cathérine Ceretti (FRA)       | 4 | 1 | 19 | 7  |
| 2     | Claudine le Comte (BEL)       | 4 | 1 | 18 | 10 |
| 3     | Maria Consolata Collino (ITA) | 3 | 2 | 14 | 12 |
| 4     | Elżbieta Franke (POL)         | 3 | 2 | 14 | 17 |
| 5     | Ruth White (USA)              | 1 | 4 | 10 | 17 |
| 6     | Susan Green (GBR)             | 0 | 5 | 8  | 20 |

| Gefecht                       | Gefecht                       | Ergebnis |
| ----------------------------- | ----------------------------- | -------- |
| Cathérine Ceretti (FRA)       | Claudine le Comte (BEL)       | 4:2      |
| Cathérine Ceretti (FRA)       | Maria Consolata Collino (ITA) | 4:0      |
| Cathérine Ceretti (FRA)       | Ruth White (USA)              | 4:1      |
| Cathérine Ceretti (FRA)       | Susan Green (GBR)             | 4:0      |
| Claudine le Comte (BEL)       | Maria Consolata Collino (ITA) | 4:2      |
| Claudine le Comte (BEL)       | Elżbieta Franke (POL)         | 4:0      |
| Claudine le Comte (BEL)       | Ruth White (USA)              | 4:2      |
| Claudine le Comte (BEL)       | Susan Green (GBR)             | 4:2      |
| Maria Consolata Collino (ITA) | Elżbieta Franke (POL)         | 4:2      |
| Maria Consolata Collino (ITA) | Ruth White (USA)              | 4:0      |
| Maria Consolata Collino (ITA) | Susan Green (GBR)             | 4:2      |
| Elżbieta Franke (POL)         | Cathérine Ceretti (FRA)       | 4:3      |
| Elżbieta Franke (POL)         | Ruth White (USA)              | 4:3      |
| Elżbieta Franke (POL)         | Susan Green (GBR)             | 4:3      |
| Ruth White (USA)              | Susan Green (GBR)             | 4:1      |

### Halbfinale

#### Pool 1
| Platz | Athletin                      | S | N | ET | GT |
| ----- | ----------------------------- | - | - | -- | -- |
| 1     | Jelena Belowa (URS)           | 4 | 1 | 19 | 11 |
| 2     | Kerstin Palm (SWE)            | 3 | 2 | 18 | 14 |
| 3     | Marie-Chantal Demaille (FRA)  | 3 | 2 | 16 | 13 |
| 4     | Cathérine Ceretti (FRA)       | 3 | 2 | 13 | 13 |
| 5     | Maria Consolata Collino (ITA) | 1 | 4 | 15 | 17 |
| 6     | Katarína Ráczová (TCH)        | 1 | 4 | 6  | 19 |

| Gefecht                       | Gefecht                       | Ergebnis |
| ----------------------------- | ----------------------------- | -------- |
| Jelena Belowa (URS)           | Marie-Chantal Demaille (FRA)  | 4:2      |
| Jelena Belowa (URS)           | Cathérine Ceretti (FRA)       | 4:1      |
| Jelena Belowa (URS)           | Maria Consolata Collino (ITA) | 4:3      |
| Jelena Belowa (URS)           | Katarína Ráczová (TCH)        | 4:1      |
| Kerstin Palm (SWE)            | Jelena Belowa (URS)           | 4:3      |
| Kerstin Palm (SWE)            | Cathérine Ceretti (FRA)       | 4:0      |
| Kerstin Palm (SWE)            | Maria Consolata Collino (ITA) | 4:3      |
| Marie-Chantal Demaille (FRA)  | Kerstin Palm (SWE)            | 4:3      |
| Marie-Chantal Demaille (FRA)  | Maria Consolata Collino (ITA) | 4:2      |
| Marie-Chantal Demaille (FRA)  | Katarína Ráczová (TCH)        | 4:0      |
| Cathérine Ceretti (FRA)       | Marie-Chantal Demaille (FRA)  | 4:2      |
| Cathérine Ceretti (FRA)       | Maria Consolata Collino (ITA) | 4:3      |
| Cathérine Ceretti (FRA)       | Katarína Ráczová (TCH)        | 4:0      |
| Maria Consolata Collino (ITA) | Katarína Ráczová (TCH)        | 4:1      |
| Katarína Ráczová (TCH)        | Kerstin Palm (SWE)            | 4:3      |

#### Pool 2
| Platz | Athletin                     | S | N | ET | GT |
| ----- | ---------------------------- | - | - | -- | -- |
| 1     | Ildikó Bóbis (HUN)           | 4 | 1 | 19 | 13 |
| 2     | Galina Gorochowa (URS)       | 3 | 2 | 15 | 10 |
| 3     | Antonella Ragno-Lonzi (ITA)  | 3 | 2 | 15 | 13 |
| 4     | Brigitte Gapais-Dumont (FRA) | 2 | 3 | 15 | 15 |
| 5     | Giulia Lorenzoni (ITA)       | 2 | 3 | 12 | 17 |
| 6     | Claudine le Comte (BEL)      | 1 | 4 | 8  | 16 |

| Gefecht                      | Gefecht                      | Ergebnis |
| ---------------------------- | ---------------------------- | -------- |
| Ildikó Bóbis (HUN)           | Galina Gorochowa (URS)       | 4:1      |
| Ildikó Bóbis (HUN)           | Brigitte Gapais-Dumont (FRA) | 4:3      |
| Ildikó Bóbis (HUN)           | Giulia Lorenzoni (ITA)       | 4:2      |
| Ildikó Bóbis (HUN)           | Claudine le Comte (BEL)      | 4:3      |
| Galina Gorochowa (URS)       | Antonella Ragno-Lonzi (ITA)  | 4:0      |
| Galina Gorochowa (URS)       | Giulia Lorenzoni (ITA)       | 4:2      |
| Galina Gorochowa (URS)       | Claudine le Comte (BEL)      | 4:0      |
| Antonella Ragno-Lonzi (ITA)  | Ildikó Bóbis (HUN)           | 4:3      |
| Antonella Ragno-Lonzi (ITA)  | Brigitte Gapais-Dumont (FRA) | 4:2      |
| Antonella Ragno-Lonzi (ITA)  | Claudine le Comte (BEL)      | 4:0      |
| Brigitte Gapais-Dumont (FRA) | Galina Gorochowa (URS)       | 4:2      |
| Brigitte Gapais-Dumont (FRA) | Claudine le Comte (BEL)      | 4:1      |
| Giulia Lorenzoni (ITA)       | Antonella Ragno-Lonzi (ITA)  | 4:3      |
| Giulia Lorenzoni (ITA)       | Brigitte Gapais-Dumont (FRA) | 4:2      |
| Claudine le Comte (BEL)      | Giulia Lorenzoni (ITA)       | 4:0      |

### Finale
| Platz | Athletin                     | S | N | ET | GT |
| ----- | ---------------------------- | - | - | -- | -- |
| 1     | Antonella Ragno-Lonzi (ITA)  | 4 | 1 | 19 | 13 |
| 2     | Ildikó Bóbis (HUN)           | 3 | 2 | 17 | 14 |
| 3     | Galina Gorochowa (URS)       | 3 | 2 | 16 | 14 |
| 4     | Marie-Chantal Demaille (FRA) | 3 | 2 | 14 | 16 |
| 5     | Jelena Belowa (URS)          | 3 | 3 | 15 | 13 |
| 6     | Kerstin Palm (SWE)           | 0 | 5 | 9  | 20 |

| Gefecht                      | Gefecht                      | Ergebnis |
| ---------------------------- | ---------------------------- | -------- |
| Antonella Ragno-Lonzi (ITA)  | Ildikó Bóbis (HUN)           | 4:3      |
| Antonella Ragno-Lonzi (ITA)  | Marie-Chantal Demaille (FRA) | 4:2      |
| Antonella Ragno-Lonzi (ITA)  | Jelena Belowa (URS)          | 4:1      |
| Antonella Ragno-Lonzi (ITA)  | Kerstin Palm (SWE)           | 4:3      |
| Ildikó Bóbis (HUN)           | Galina Gorochowa (URS)       | 4:1      |
| Ildikó Bóbis (HUN)           | Jelena Belowa (URS)          | 4:3      |
| Ildikó Bóbis (HUN)           | Kerstin Palm (SWE)           | 4:2      |
| Galina Gorochowa (URS)       | Antonella Ragno-Lonzi (ITA)  | 4:3      |
| Galina Gorochowa (URS)       | Jelena Belowa (URS)          | 4:3      |
| Galina Gorochowa (URS)       | Kerstin Palm (SWE)           | 4:0      |
| Marie-Chantal Demaille (FRA) | Ildikó Bóbis (HUN)           | 4:2      |
| Marie-Chantal Demaille (FRA) | Galina Gorochowa (URS)       | 4:3      |
| Marie-Chantal Demaille (FRA) | Kerstin Palm (SWE)           | 4:3      |
| Jelena Belowa (URS)          | Marie-Chantal Demaille (FRA) | 4:0      |
| Jelena Belowa (URS)          | Kerstin Palm (SWE)           | 4:1      |